# Tobias Heilmann
Sivert Tobias Jens Heilmann (9. října 1873 Kangeq – 17. září 1940 Tasiusaq) byl grónský katecheta a zemský rada.

## Životopis
Tobias Heilmann byl synem lovce Christiana Poulsena Jakoba Salomona Heilmanna (1846–1877) a jeho manželky Maline Catrine Lovise Birgithe Berthelsenové (1850–1902). Prostřednictvím svého otce byl pravnukem inspektora Arenta Christophera Heilmanna (1781–1830). Jeho dědečkem z matčiny strany byl básník a pedagog Rasmus Berthelsen (1827–1901).
Heilmann navštěvoval v letech 1891 až 1897 Grónský seminář v Nuuku, kde se vzdělával jako katecheta. Poté byl přeložen na sever Grónska, kde působil jako vedoucí katecheta v Tasiusaqu. Zastupoval Johana Bidstrupa v Severogrónské zemské radě, nejprve v roce 1918 a po jeho smrti nepřetržitě od roku 1920. Zemřel v roce 1940 krátce před svými 67. narozeninami.

## Rodina
S manželkou Marií Susanne Vilhelmine Berthelsenovou (1873–1930) měl tyto děti:
- Niels Hans Karl Lars Heilmann (1898–1899)
- Birgitte Debora Pauline Heilmann (1900–?)
- Niels Nikolaj Abel Rasmus Heilmann (1902–?)
- Bodil Ane Katrine Heilmann, provd. Nielsen (1905–?), provdaná za Hanse Nielsena (1891–?)
- Peter Jørgen Kristoffer Kristian Heilmann (1908–1913)
- Ane Sofie Amalie Dorthe Heilmann verh. Kleist (1910–?)
- Inger Abigael Rebekka Maren Heilmann (1913–?)
- Jørgen Peter Iver Kristian Heilmann (1917–?)